# Doete Venema
Doete Venema (Goutum, 4 maart 1951) is een Nederlandse schrijfster, die in het Fries publiceert.

## Achtergrond
Doete Venema werd op 4 maart 1951 geboren op een boerderij in Goutum, waar ze evenals haar tweelingzus, de schrijfster Saakje Huisman, ook haar jeugd doorbracht. Na de Mulo in Leeuwarden volgde ze in dezelfde stad aan de Pedagogische Academie een opleiding tot onderwijzeres. Ze werkte daarna op een basisschool in Sint Jacobiparochie, maar nam na ongeveer een jaar ontslag toen ze was getrouwd. Later behaalde ze een onderwijsbevoegdheid in het Fries. Anno 2007 werkt ze in deeltijd bij de Fryske Akademy in Leeuwarden.

## Ontwikkeling en thema's
Doete Venema begon al op jonge leeftijd met schrijven. De bekroning in 1981 en 1982 van twee van haar verhalen met de Rely Jorritsmapriis stimuleerden haar om daarmee door te gaan. Ze debuteerde in 1983 met het verhaal De kreaker in het maandblad De Strikel, waarin ze in de daaropvolgende jaren vaker verhalen zou publiceren, net als in het tijdschrift Trotwaer. Ook in de verhalenbundels Hjirre (1984) en Skroei (1987) werden verhalen van haar opgenomen.
Haar romandebuut was In gat yn de tiid (1993), dat goede recensies kreeg. Centraal thema in dit boek is de machtsverhouding tussen mensen, in dit geval tussen twee broers. Haar tweede boek was De rook van Lizette (1997), dat de gebeurtenissen beschrijft in een fictief Fries dorp nadat de feministe Lizette er zich vestigt en later spoorloos verdwijnt. Zelf noemde Venema tijdens een vraaggesprek in 1997 dit boek een ontwikkelingsroman: "Het gaat over de problematiek van het individuele onafhankelijk worden. Twee vrouwen zijn de hoofdpersonen. (...) Een van de hoofdpersonen verandert in de loop van het verhaal nogal. Het gaat in dit boek over de enkeling, die tegenover een groep staat."
Pas in 2007 verscheen haar derde roman, It lân fan Vera, dat gaat over de zoektocht van een echtgenoot naar een verklaring voor de dood van zijn vrouw Vera, een geslaagde keramiste die tijdens een verblijf in Bretagne een einde aan haar leven maakte.

## Werk
- 1984: een verhaal in de verzamelbundel Hjirre
- 1987: een verhaal in de verzamelbundel Skroei
- 1993: In gat yn de tiid (roman)
- 1997: De rook fan Lizette (roman)
- 2007: It lân fan Vera (roman)

## Prijzen
- 1981: Rely Jorritsmapriis voor haar verhaal Tegearre foar de lêste bus
- 1982: Rely Jorritsmapriis voor haar verhaal It motfiskje